# Philip Ruppe

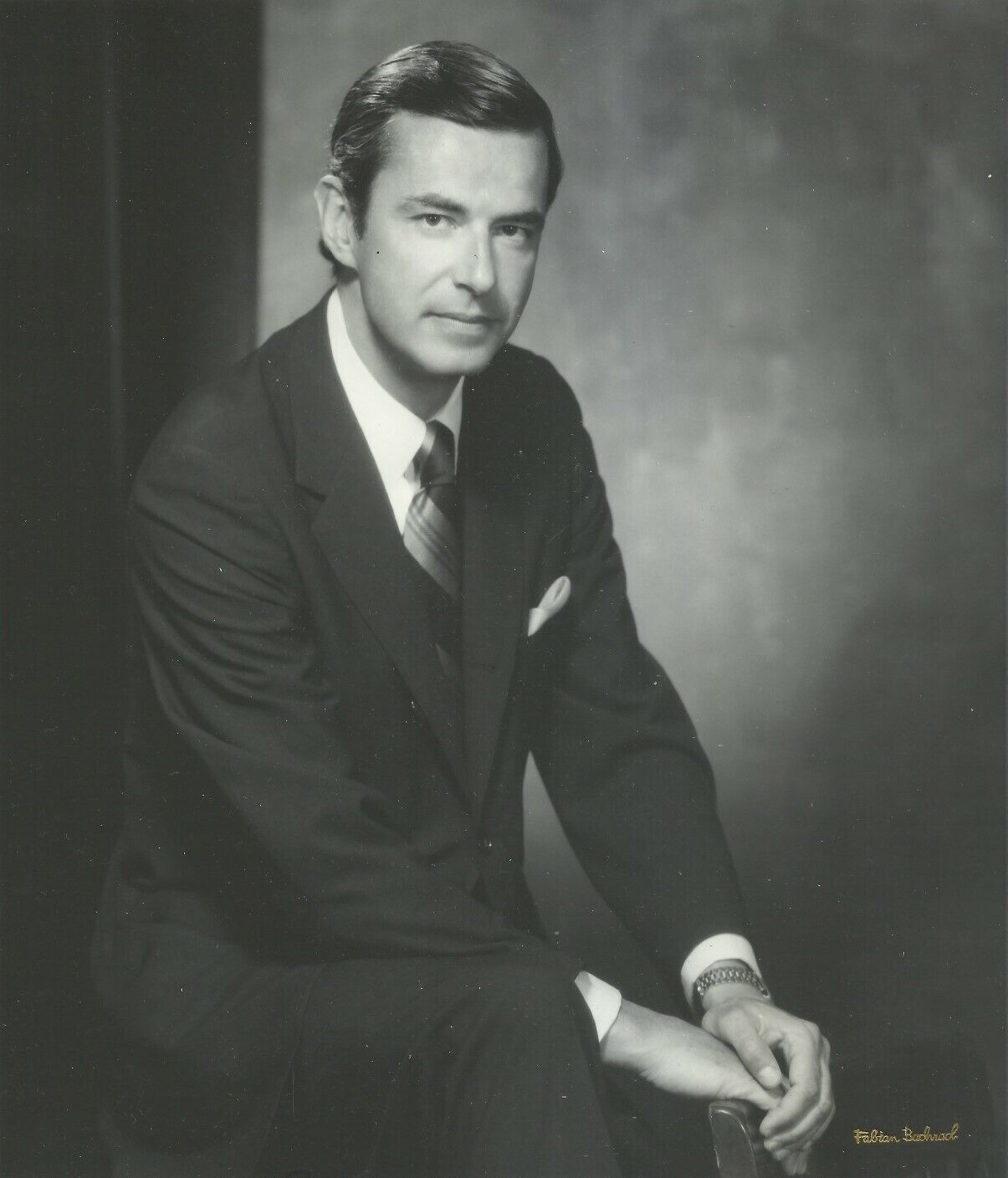
Philip Ruppe, 1975

Philip Edward Ruppe (* 29. September 1926 in Laurium,  Houghton County, Michigan) ist ein ehemaliger US-amerikanischer Politiker. Zwischen 1967 und 1979 vertrat er den Bundesstaat Michigan im US-Repräsentantenhaus.

## Werdegang
Philip Ruppe absolvierte im Jahr 1944 die High School und studierte danach bis 1946 an der University of Michigan in Ann Arbor sowie bis 1948 an der Yale University. Während des Koreakrieges diente er in der US Navy. Danach begann er im Bankgewerbe zu arbeiten. Er wurde einer der Direktoren der Houghton National Bank und der Commercial National Bank of L’Anse and R.L. Polk and Co.
Politisch wurde Ruppe Mitglied der Republikanischen Partei. Bei den  Kongresswahlen des Jahres 1966 wurde er im elften Wahlbezirk von Michigan in das US-Repräsentantenhaus in Washington, D.C. gewählt, wo er am 3. Januar 1967 die Nachfolge von Raymond F. Clevenger antrat. Nach fünf Wiederwahlen konnte er bis zum 3. Januar 1979 sechs Legislaturperioden im Kongress absolvieren. In dieser Zeit endete der Vietnamkrieg. Im Jahr 1974 wurde auch die Arbeit des Kongresses von der Watergate-Affäre überschattet. Während Ruppes Zeit als Kongressabgeordneter wurden der 25. und der 26. Verfassungszusatz beraten und verabschiedet.
Im Jahr 1978 verzichtete Ruppe auf eine erneute Kandidatur für den Kongress. 1982 bewarb er sich erfolglos um einen Sitz im US-Senat, als er dem demokratischen Amtsinhaber Donald W. Riegle unterlag; im Jahr 1992 scheiterte eine erneute Kongresskandidatur. Bis 1986 war Philip Ruppe Präsident der Woodlak Company. Heute lebt er hochbetagt in Houghton. Er war mit der 1996 verstorbenen Loret Miller Ruppe verheiratet und ist Vater von fünf Kindern. Seine Ehefrau war Direktorin des Friedenscorps und US-Botschafterin in Norwegen.